# Анальный рефлекс
Анальный рефлекс — это рефлекторное сокращение внешнего сфинктера ануса при раздражении кожи в области ануса. У женщин одновременно рефлекторно сокращается sphincteris cuni, по этой причине может называться вульво-анальным рефлексом. Впервые описан Россолимо в 1891.
Болевой или тактильный раздражитель вызывает сокращение сфинктера, а также флексию. Стимул обнаруживается ноцицепторами в коже промежности и по срамному нерву достигает крестцовых сегментов спинного мозга S2-S4.
Отсутствие рефлекса указывает на прерывание рефлекторной дуги или повреждение спинного мозга которое может находиться в сенсорном приводящем сегменте или двигательном отводящем сегменте. Синапс между приводящим и отводящем сегментами находится в первых крестцовых сегментах спинного мозга.